# Премія «Незалежний дух» за найкращу жіночу роль другого плану
Премія «Незалежний дух» за найкращу жіночу роль другого плану — американська кінематографічна нагорода, яку з 1988 року присуджує некомерційна організація Film Independent найкращій акторці, яка виконала роль другого плану у незалежному кінофільмі.
За час існування премії її отримали 35 акторок. Акторка Чжао Шужень — остання натепер володарка премії, яка отримала її за роль Най Най у фільмі «Прощання». Акторка Еллісон Дженні три рази номінувалася на премію як найкраща акторка у ролі другого плану; це рекордна кількість номінацій у цій категорії.